# زهرواره

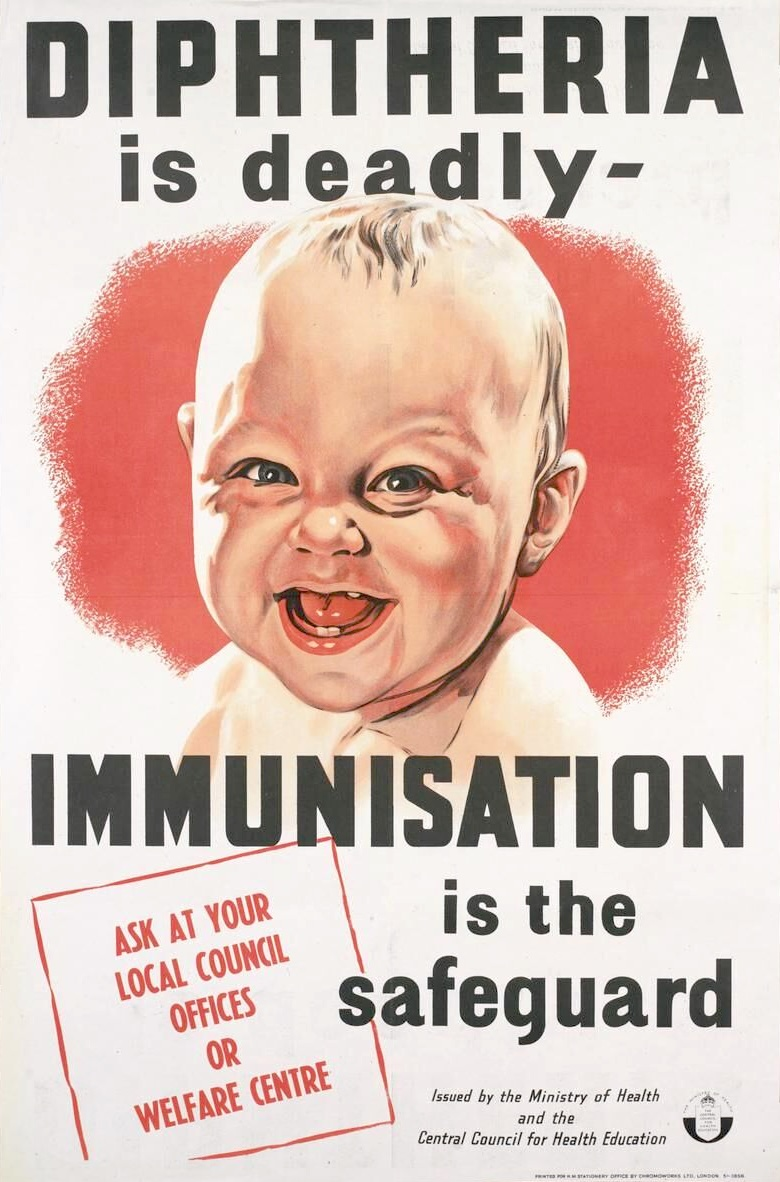
پوستری از جنگ جهانی دوم

زهرواره یا توکسوئید (به انگلیسی: toxoid)مایعی که از زهرابه (توکسین) ای که ارگانیسمهای عفونی خطرناک مانند میکروبهای کزاز و دیفتری آن را تولید می‌کنند و با روشهای شیمیایی بی‌ضرر می‌شود، بی‌انکه فعالیت پادگنی خود رااز دست بدهد.
زهرواره با تزریق به بدن انسان موجب ایمنی در برابر زهرابه (توکسین) میکروب می‌شود مانند زهرواره کزاز.

زهرواره‌ها به‌عنوان واکسن استفاده می‌شوند چون باعث ایجاد واکنش ایمنی در برابر سم اصلی می‌شوند یا واکنش بدن را نسبت به آنتی‌ژن‌های دیگر قوی‌تر می‌کنند. دلیلش این است که نشانه‌های شیمیایی زهرواره و سم اصلی هنوز در آن باقی مانده‌اند. برای مثال، زهرواره کزاز از سمی به نام تتانواسپاسمین ساخته می‌شود که توسط باکتری کلوستریدیوم تتانی تولید می‌شود. این سم باعث بیماری کزاز می‌شود و واکسن سه‌گانه برای محافظت در برابر آن استفاده می‌شود.

گاهی ممکن است افراد بعد از واکسیناسیون دچار عوارضی شوند، اما این عوارض معمولاً به دلیل واکنش طبیعی بدن برای ایجاد ایمنی و پاک‌سازی زهرواره است. زهرواره برخلاف سم اصلی دیگر خطرناک نیست و نمی‌تواند باعث بیماری شود.